# Linie 6 der Pariser Straßenbahn
| Karte |       |                      |                      |
| Streckenlänge: | 14 km |                      |                      |
| |       |                      |                      |
| Eröffnung: | 2014  |                      |                      |
| Stationen: | 21    |                      |                      |
| \| \| \| Viroflay-Rive-Droite \| \| \| \| \| Viroflay-Rive-Gauche \| \| \| \| \| \| \| \| \| \| Robert Wagner \| \| \| \| \| L'Onde \| \| \| \| \| Mairie de Vélizy \| \| \| \| \| Louvois \| \| \| \| \| Depot \| \| \| \| \| Inovel Parc Nord \| \| \| \| \| Dewoitine \| \| \| \| \| Vélizy 2 \| \| \| \| \| Meudon-la-Forêt \| \| \| \| \| Georges Millandy \| \| \| \| \| Georges Pompidou \| \| \| \| \| Pavé Blanc \| \| \| \| \| Mail de la Plaine \| \| \| \| \| Hôpital Béclère \| \| \| \| \| Soleil Levant \| \| \| \| \| Division Leclerc \| \| \| \| \| Parc André Malraux \| \| \| \| \| Centre de Châtillon \| \| \| \| \| Vauban \| \| \| \| \| Châtillon–Montrouge \| \| |       |                      |                      |
| U-Bahn-Kopfbahnhof Streckenanfang (im Tunnel) |       | Viroflay-Rive-Droite | Viroflay-Rive-Droite |
| U-Bahn-Haltepunkt / Haltestelle (im Tunnel) |       | Viroflay-Rive-Gauche | Viroflay-Rive-Gauche |
| U-Bahn-Tunnelende |       |                      |                      |
| U-Bahn-Bahnhof |       | Robert Wagner        | Robert Wagner        |
| U-Bahn-Haltepunkt / Haltestelle |       | L'Onde               | L'Onde               |
| U-Bahn-Haltepunkt / Haltestelle |       | Mairie de Vélizy     | Mairie de Vélizy     |
| U-Bahn-Haltepunkt / Haltestelle |       | Louvois              | Louvois              |
| U-Bahn-Betriebsstelle Streckenanfang und quer · U-Bahn-Abzweig geradeaus, nach rechts und von rechts |       | Depot                | Depot                |
| U-Bahn-Haltepunkt / Haltestelle |       | Inovel Parc Nord     | Inovel Parc Nord     |
| U-Bahn-Bahnhof |       | Dewoitine            | Dewoitine            |
| U-Bahn-Haltepunkt / Haltestelle |       | Vélizy 2             | Vélizy 2             |
| U-Bahn-Haltepunkt / Haltestelle |       | Meudon-la-Forêt      | Meudon-la-Forêt      |
| U-Bahn-Haltepunkt / Haltestelle |       | Georges Millandy     | Georges Millandy     |
| U-Bahn-Bahnhof |       | Georges Pompidou     | Georges Pompidou     |
| U-Bahn-Haltepunkt / Haltestelle |       | Pavé Blanc           | Pavé Blanc           |
| U-Bahn-Haltepunkt / Haltestelle |       | Mail de la Plaine    | Mail de la Plaine    |
| U-Bahn-Turmhaltepunkt geradeaus oben |       | Hôpital Béclère      | Hôpital Béclère      |
| U-Bahn-Haltepunkt / Haltestelle |       | Soleil Levant        | Soleil Levant        |
| U-Bahn-Bahnhof |       | Division Leclerc     | Division Leclerc     |
| U-Bahn-Haltepunkt / Haltestelle |       | Parc André Malraux   | Parc André Malraux   |
| U-Bahn-Haltepunkt / Haltestelle |       | Centre de Châtillon  | Centre de Châtillon  |
| U-Bahn-Haltepunkt / Haltestelle |       | Vauban               | Vauban               |
| U-Bahn-Kopfbahnhof Streckenende |       | Châtillon–Montrouge  | Châtillon–Montrouge  |

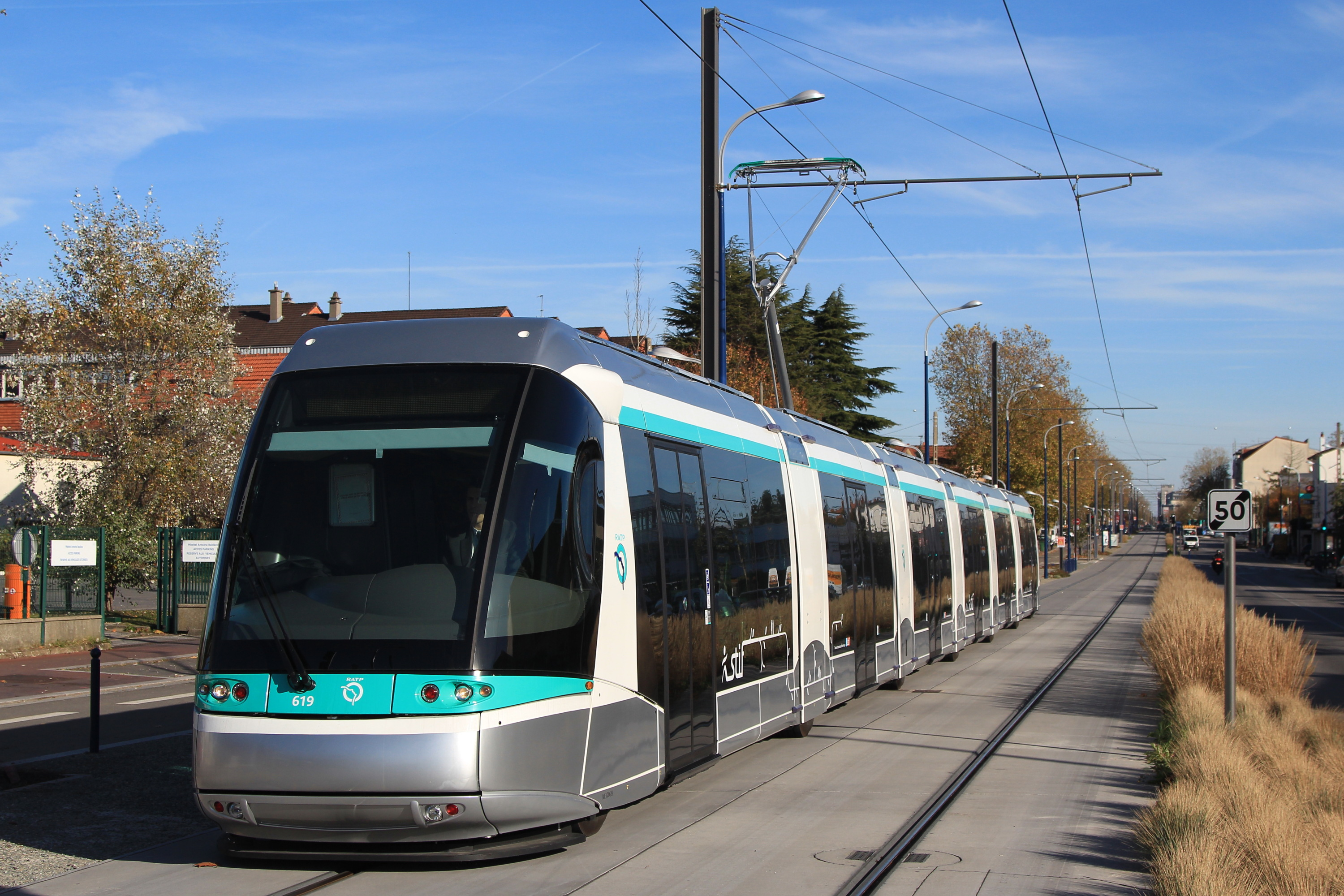
Ein Zug während der Testfahrten (November 2014)

Die Linie 6 der Straßenbahn Île-de-France (T6) ist eine Tramway sur pneumatiques (Straßenbahn auf Gummireifen) nach dem System Translohr, die in das Liniennummernsystem der Straßenbahn Île-de-France (T1 bis T10) integriert ist. Sie verbessert seit ihrer Inbetriebnahme am 13. Dezember 2014 das Nahverkehrsangebot südwestlich der französischen Hauptstadt wesentlich. Seit Fertigstellung der Reststrecke im Mai 2016 verbindet die 14 Kilometer lange Trasse die Gemeinden Châtillon und Viroflay miteinander. Sie dient vor allem als Zubringer zur Métrolinie 13, mit der sie an der Metrostation Châtillon – Montrouge verknüpft ist. Seit Inbetriebnahme der beiden Stationen in Viroflay bietet die T6 auch Anschlüsse an den RER C und die Transilienlinien N und L. Die T6 ist nach der T5 die zweite Translohr-Strecke im Raum Paris, Betreiber ist die RATP.

## Geschichte

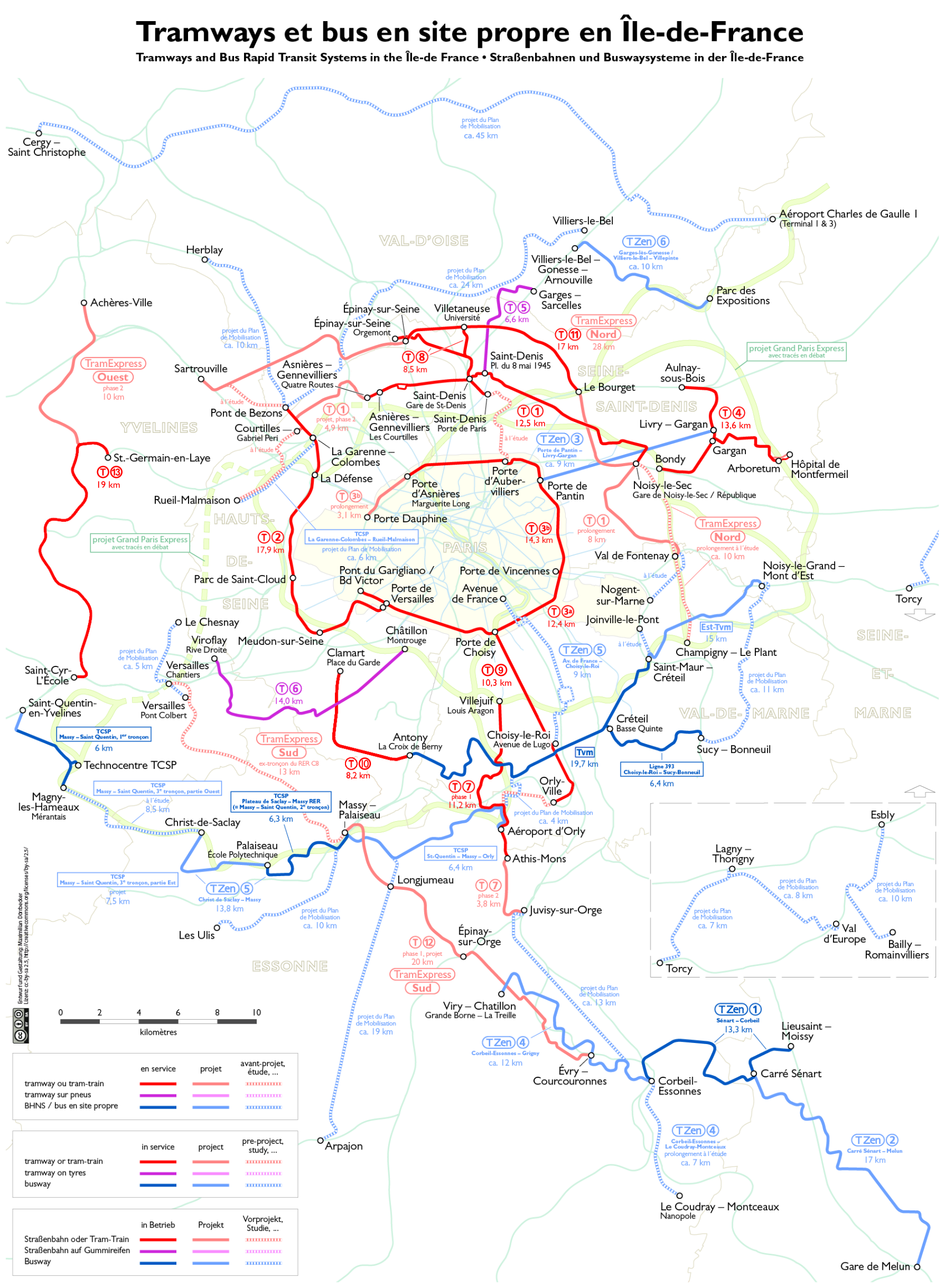
Karte der Pariser Straßenbahnen einschließlich der Linie T6

### Planung
Erste Absprachen mit den beteiligten Gebietskörperschaften fanden bereits im Herbst 2000 statt. Zwei Jahre später gab das STIF seine grundsätzliche Zustimmung. Im Winter 2003/2004 wurde eine öffentliche Anhörung durchgeführt. Im Dezember 2006 stimmte das STIF den inzwischen getroffenen finanziellen Vereinbarungen zu.
Im Februar 2009 erhielt die Linie offiziell die Nummer T6. Zu diesem Zeitpunkt ging man davon aus, dass der oberirdische Teil der Strecke Ende 2012 und die Gesamtstrecke Ende 2013 in Betrieb genommen werden kann.
Drei – in den Jahren 2007 bis 2009 – getroffene Vereinbarungen regeln die Kostenbeteiligung durch die verschiedenen Träger: Die Region Ile-de-France übernimmt 50 Prozent der auf 384 Millionen Euro veranschlagten Baukosten, der Staat 16 Prozent, das Département Hauts-de-Seine 20 Prozent, das Département Yvelines 13 Prozent und die RATP ein Prozent.
Die Beschaffungskosten für das Rollmaterial in Höhe von 135 Millionen Euro trägt das STIF. (Zu Grunde gelegt wurden die Kosten nach Berechnungen aus dem Jahr 2006).

### Bau der oberirdischen Strecke
Die Bauarbeiten begannen 2007 mit der Umlegung von Versorgungsleitungen. Im folgenden Jahr begannen auch die eigentlichen Arbeiten an der Strecke. Das Verkehrsmittel erhielt durchgehend eine eigene Fahrbahn.
Dieser Abschnitt wurde am 13. Dezember 2014 in Betrieb genommen.

### Bau der Tunnelstrecke
Eine 1,6 Kilometer lange Teilstrecke am westlichen Ende der Linie in Viroflay wurde als Tunnel ausgeführt, der in etwa 20 Meter Tiefe verläuft. Mit dem Bau der beiden Tunnelstationen wurde im Dezember 2011 begonnen. Die Elemente der Tunnelbohrmaschine wurden im März 2012 angeliefert, nach Zusammenbau und Justieren der Maschine konnte im März 2013 mit den Bohrarbeiten begonnen werden. In der Folgezeit legte die Maschine pro Monat 200 Meter zurück, bis sie in der Nacht vom 13. zum 14. Januar 2014 ihr Ziel, nämlich die Station Viroflay-Rive Droite erreichte.
Seit Anfang Mai 2016 gab es „la marche à blanc“: Die Fahrzeuge verkehrten auf dieser Teilstrecke ohne Fahrgäste, aber nach Fahrplan. Die Aufnahmes des Fahrgastbetriebs erfolgte am 28. Mai 2016. Am 11. Juni fand die offizielle Eröffnungsfeier statt.

## Streckenverlauf

### Allgemeine Beschreibung der Strecke

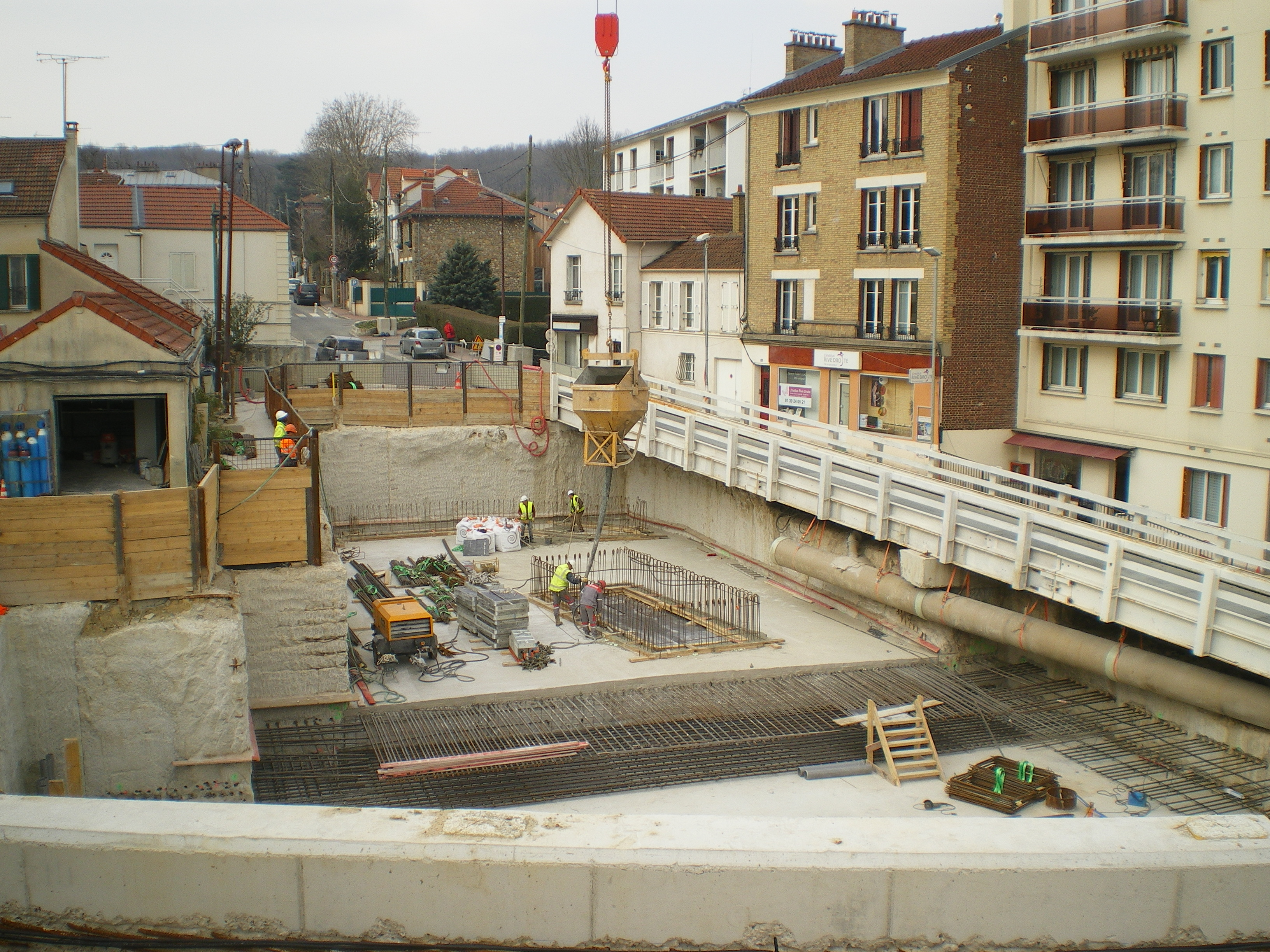
Bauarbeiten an der zukünftigen Endstation Viroflay – Rive-droite (März 2013)

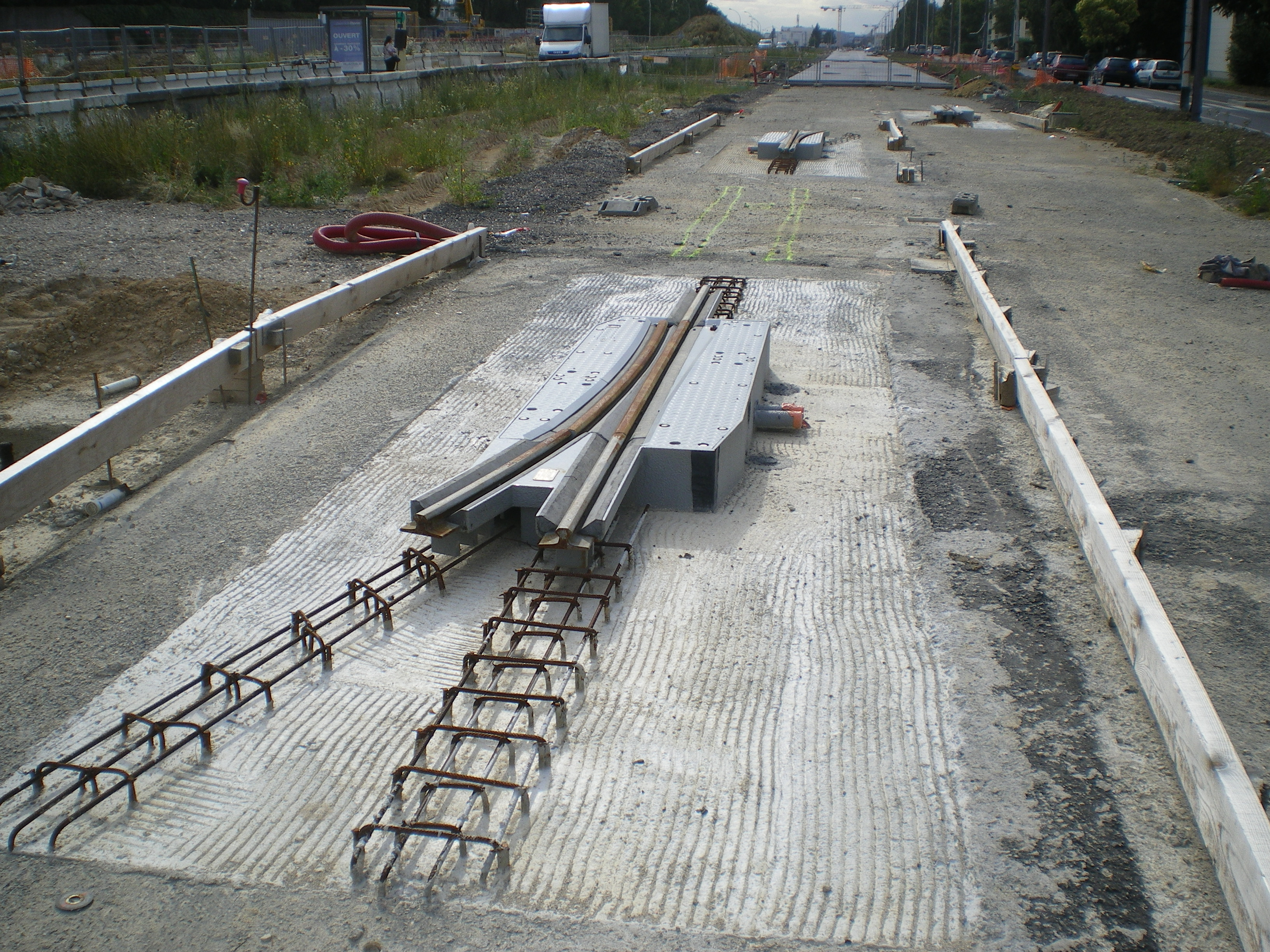
Eine in Bau befindliche Weiche der Spurschiene

Es handelt sich um eine Querverbindung im Südwesten von Paris, die die Vororte besser miteinander verbindet und die Verbindungen nach Paris erheblich verbessert:
Von der östlichen Endstation Châtillon – Montrouge aus kann man über die Metrolinie 13 das Stadtzentrum von Paris erreichen. Im Westen, nämlich in Viroflay Rive Gauche, hat die Linie T6 Anschluss an RER C in Richtung Gare d’Austerlitz, und die Linie Transilien N zum Bahnhof Gare Montparnasse, während in Viroflay Rive Droite Anschluss an die Linie L des Transilien in Richtung Saint-Lazare besteht.
Die Strecke ist 14 Kilometer lang. 7½ Kilometer und zwölf Haltestellen liegen im Département Hauts-de-Seine und führen durch die Gemeinden Châtillon, Fontenay-aux-Roses, Clamart und Meudon. Malakoff und Montrouge profitieren ebenfalls, auch wenn sie keine Haltestellen auf ihrem Gemeindegebiet haben. Im Département Yvelines verlaufen die restlichen 6½ Kilometer. Hier werden die Orte Vélizy-Villacoublay und Viroflay angefahren. In diesem Bereich gibt es insgesamt neun Haltestellen. Im unmittelbaren Einzugsbereich dieser Linie, das heißt in bis zu 500 Metern Entfernung von den Haltestellen, leben beziehungsweise arbeiten 150.000 Menschen. Im Bereich der Gemeinde Viroflay wird die Strecke im Tunnel geführt.

### Die Haltestellen von Osten nach Westen
| \| Tramlinie T6 \| Tramlinie T6 \| Tramlinie T6 \| \| Station \| Gemeinde(n) \| Anschluss \| \| ----------------------- \| --------------------------- \| --------------------------------------- \| \| Châtillon-Montrouge \| Châtillon, Montrouge \| M 13 \| \| Vauban \| Châtillon \| \| \| Centre de Châtillon \| Châtillon \| \| \| Parc André Malraux \| Châtillon \| \| \| Division Leclerc \| Clamart, Fontenay-aux-Roses \| \| \| Soleil Levant \| Clamart \| \| \| Hôpital Antoine Béclère \| Clamart \| Straßenbahn T 10 (geplant ab etwa 2021) \| \| Mail de la Plaine \| Clamart \| \| \| Pavé Blanc \| Clamart \| \| \| Georges Pompidou \| Clamart \| \| \| Georges Millandy \| Meudon \| \| \| Meudon-la-Forêt \| Meudon \| \| \| Vélizy 2 \| Vélizy-Villacoublay \| \| \| Devoitine \| Vélizy-Villacoublay \| \| \| Inovel Parc Nord \| Vélizy-Villacoublay \| \| \| Louvois \| Vélizy-Villacoublay \| \| \| Mairie de Vélizy \| Vélizy-Villacoublay \| \| \| L'Onde \| Vélizy-Villacoublay \| \| \| Robert Wagner \| Vélizy-Villacoublay \| \| \| Viroflay – Rive-Gauche \| Viroflay \| RER C N \| \| Viroflay – Rive-Droite \| Viroflay \| L \| |                             |                                         |
| Tramlinie T6 |                             |                                         |
| Station | Gemeinde(n)                 | Anschluss                               |
| Châtillon-Montrouge | Châtillon, Montrouge        | M 13                                    |
| Vauban | Châtillon                   |                                         |
| Centre de Châtillon | Châtillon                   |                                         |
| Parc André Malraux | Châtillon                   |                                         |
| Division Leclerc | Clamart, Fontenay-aux-Roses |                                         |
| Soleil Levant | Clamart                     |                                         |
| Hôpital Antoine Béclère | Clamart                     | Straßenbahn T 10 (geplant ab etwa 2021) |
| Mail de la Plaine | Clamart                     |                                         |
| Pavé Blanc | Clamart                     |                                         |
| Georges Pompidou | Clamart                     |                                         |
| Georges Millandy | Meudon                      |                                         |
| Meudon-la-Forêt | Meudon                      |                                         |
| Vélizy 2 | Vélizy-Villacoublay         |                                         |
| Devoitine | Vélizy-Villacoublay         |                                         |
| Inovel Parc Nord | Vélizy-Villacoublay         |                                         |
| Louvois | Vélizy-Villacoublay         |                                         |
| Mairie de Vélizy | Vélizy-Villacoublay         |                                         |
| L'Onde | Vélizy-Villacoublay         |                                         |
| Robert Wagner | Vélizy-Villacoublay         |                                         |
| Viroflay – Rive-Gauche | Viroflay                    | RER C N                                 |
| Viroflay – Rive-Droite | Viroflay                    | L                                       |

## Die Fahrzeuge

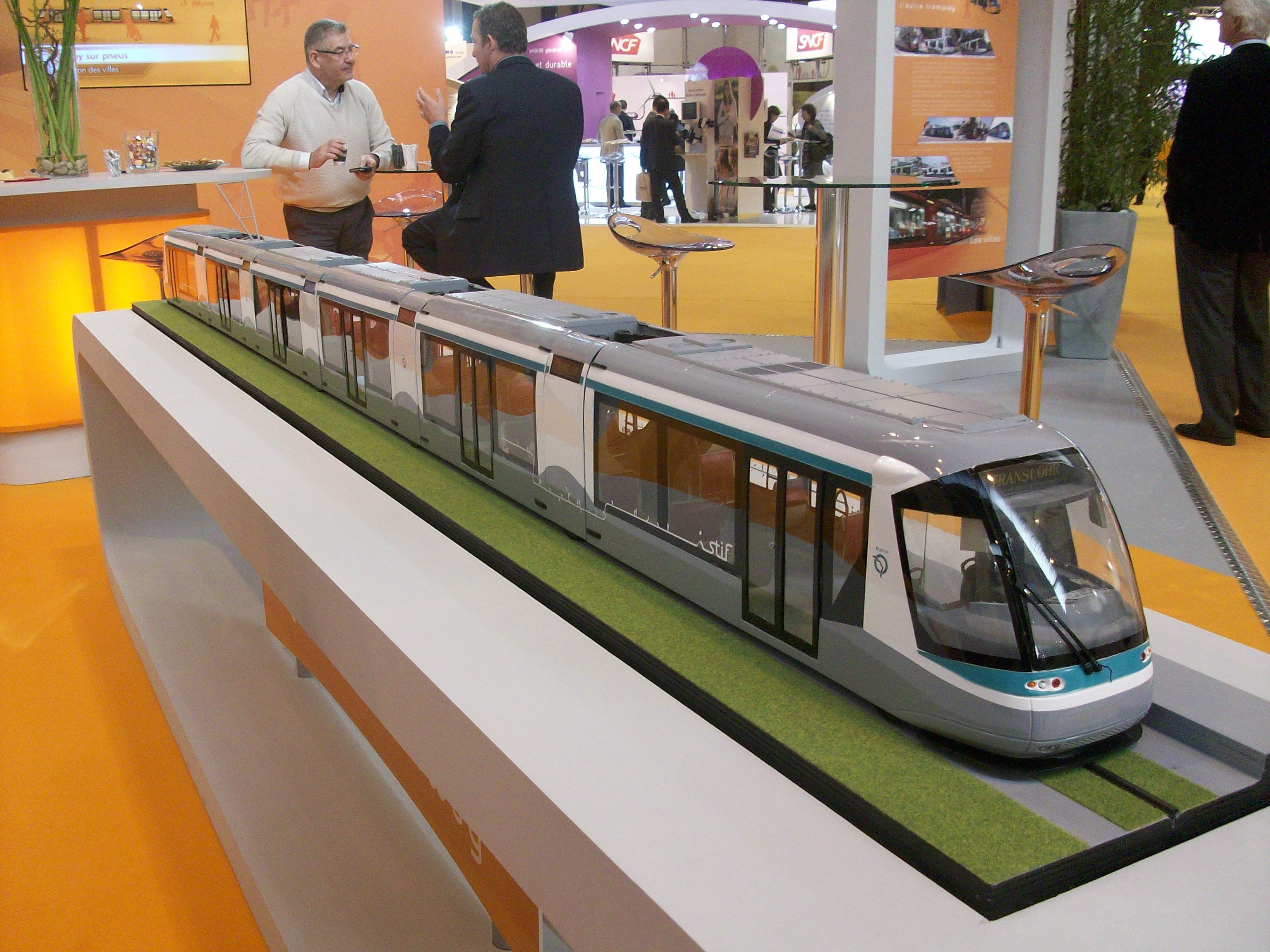
Modell eines Fahrzeugs der T6

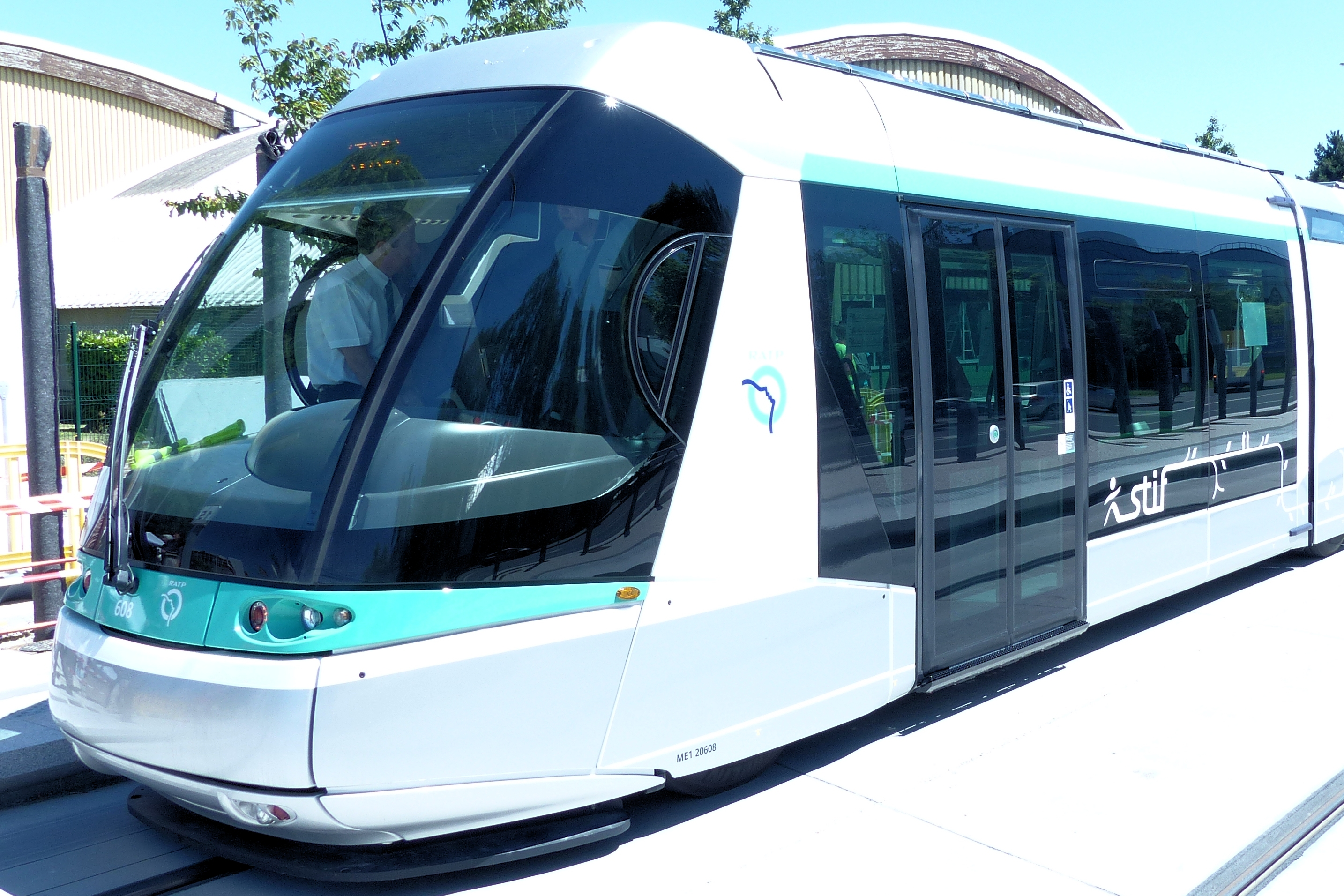
Ein Originalfahrzeug im Juni 2014

Auf der Strecke der Linie T6 kommen Fahrzeuge des Typs Translohr STE6 zum Einsatz. Das erste von 28 Fahrzeugen wurde im Oktober 2013 auf dem neu erbauten Betriebshof in Vélizy-Villacoublay vorgestellt. Die Lieferung wurde im Herbst 2014 abgeschlossen. Die RATP stimmte bereits im September 2010 dem Einsatz von Translohr-Fahrzeugen zu. Die sechsteiligen Fahrzeuge sind 46 Meter lang, sie bieten pro Garnitur 250 Fahrgästen Platz.
Gerühmt werden die Vorteile der Bahn: ein Trägheitsradius von 10,5 Metern und die Fähigkeit, Steigungen bis zu 13 Prozent zu bewältigen. Auf der Strecke müssen einige enge und kurvenreiche Abschnitte durchfahren werden. Die maximale Steigung beträgt zehn Prozent. Sie findet man in der Ausfahrt aus dem unterirdischen Abschnitt. Es wird erwartet, dass die Fahrzeuge eine Reisegeschwindigkeit von 20 km/h einhalten können und dass die Fahrt von einem Endpunkt zum anderen 40 Minuten dauert.
Probefahrten auf fertiggestellten Streckenabschnitten und zum Testen des Verhaltens der Fahrzeuge auf freier Strecke und bei höheren Geschwindigkeiten begannen im Februar 2014. Bis April 2014 wurde zunächst nur die Strecke zwischen den Haltestellen Robert Wagner und Division Leclerc befahren. Anschließend wurde die Teststrecke bis zur östlichen Endstation ausgedehnt.
Nachdem im Juni 2023 ein Fahrzeug an der Haltestelle Georges Pompidou aufgrund von Brandstiftung im Rahmen von Unruhen abgebrannt ist, sind aktuell noch 27 Fahrzeuge vorhanden.

## Betriebshof

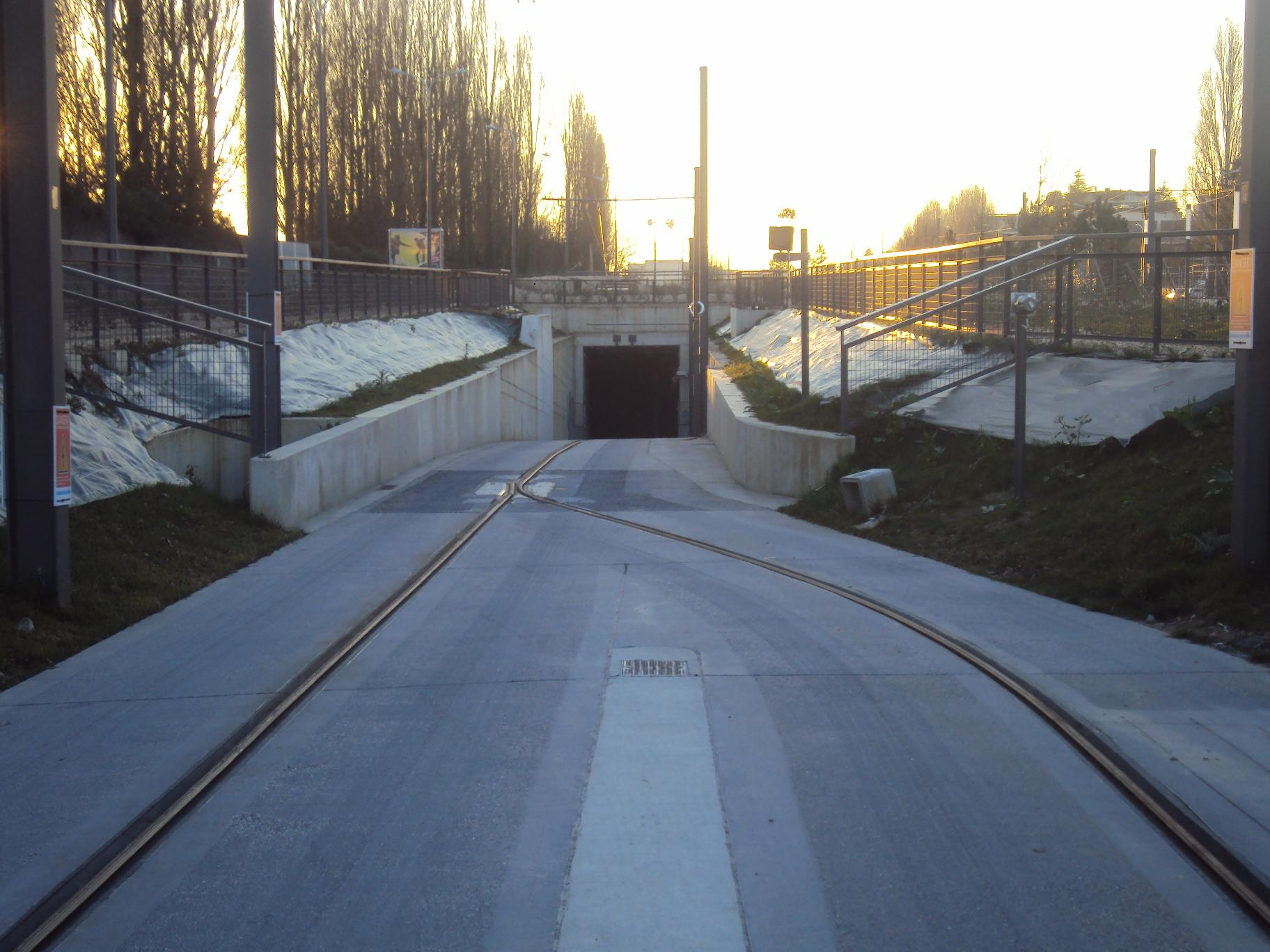
Durch diesen Tunnel erfolgt die Zufahrt zum Betriebshof

Der Betriebshof trägt die Bezeichnung Site de Maintenance et Remisage (SMR) und wurde auf einem 25.000 Quadratmeter großen, südlich der Ring-Autobahn A86 gelegenen Gelände der Gemeinde Vélizy-Villacoublay errichtet. Neben den Werkstätten, einer Waschstraße und Gleisanlagen für bis zu 32 Translohr-Garnituren befindet sich hier auch die Streckenleitzentrale Poste de Commandement de Ligne (PCL).

## (Erwartete) Fahrgastzahlen
Die Planer rechnen mit bis zu 82.000 Fahrgästen pro Tag. Nach Inbetriebnahme der Gesamtstrecke sogar mit 90.000. In der Hauptverkehrszeit sollen es bis zu 12.300 pro Stunde sein. Die Betriebszeit beginnt um 5 Uhr morgens und endet gegen Mitternacht. Zu den Hauptverkehrszeiten fahren die Wagen alle vier Minuten, ansonsten im Sieben-Minuten-Takt.

## Anpassung der Buslinien
Mit Aufnahme des Betriebes der Linie 6 wurde auf 32 Buslinien, darunter drei Nachtbuslinien, der Einsatzplan angepasst. Teilweise wurde auch die Streckenführung verändert.